# تایدزول
تایدزول (به انگلیسی: Tideswell) یک روستا و محله مدنی در بریتانیا است که در Derbyshire Dales واقع شده‌است. تایدزول ۱٬۸۲۷ نفر جمعیت دارد.